# Mass Effect Infiltrator
Mass Effect Infiltrator — шутер от третьего лица разработанный IronMonkey Studios для Apple iOS и Android, выпущенный 6 марта 2012 года. Является частью серии Mass Effect. Действия игры происходят параллельно с Mass Effect 3. Сюжет игры рассказывает об оперативнике террористической организации «Цербер», который осознал жестокие замыслы своего начальства и помог сбежать заключённым с одной из баз «Цербера». Спасение пленных и сбор разведданных «Цербера» может увеличить вашу галактическую готовность в Mass Effect 3.

## Обзоры и критика
| Сводный рейтинг       | Сводный рейтинг |
| Агрегатор             | Оценка          |
| --------------------- | --------------- |
| Metacritic            | 67/100          |
| Иноязычные издания    |                 |
| Издание               | Оценка          |
| IGN                   | 6,5 / 10        |
| Русскоязычные издания |                 |
| Издание               | Оценка          |
| Absolute Games        | 48/100          |

Обзоры Mass Effect Infiltrator, как правило, были неоднозначными, а агрегатор оценок Metacritic на основании 23 обзоров выставил оценку в 67 баллов. Обозреватель Slide To Play изначально плохо отозвался об игре, раскритиковав элементы управления и отметив, что несмотря на то что графика «детализированная и очень впечатляющая», окружения в игре были устаревшие и повторяющиеся. Однако после обновления 1.0.3 обзор был уточнён, и в нём было сказано, что игра «игра превратилась из неуклюжей массы в высококачественный шутер». Обозреватель Android Police был более позитивен, охарактеризовав Infiltrator как «действительно забавную игру с хорошим управлением». PCmag назвал игру «достаточно приличной», высоко оценил графику, но назвал боевые действия повторяющимися, а управление запутанным.